# Vincenzo Abbagnale

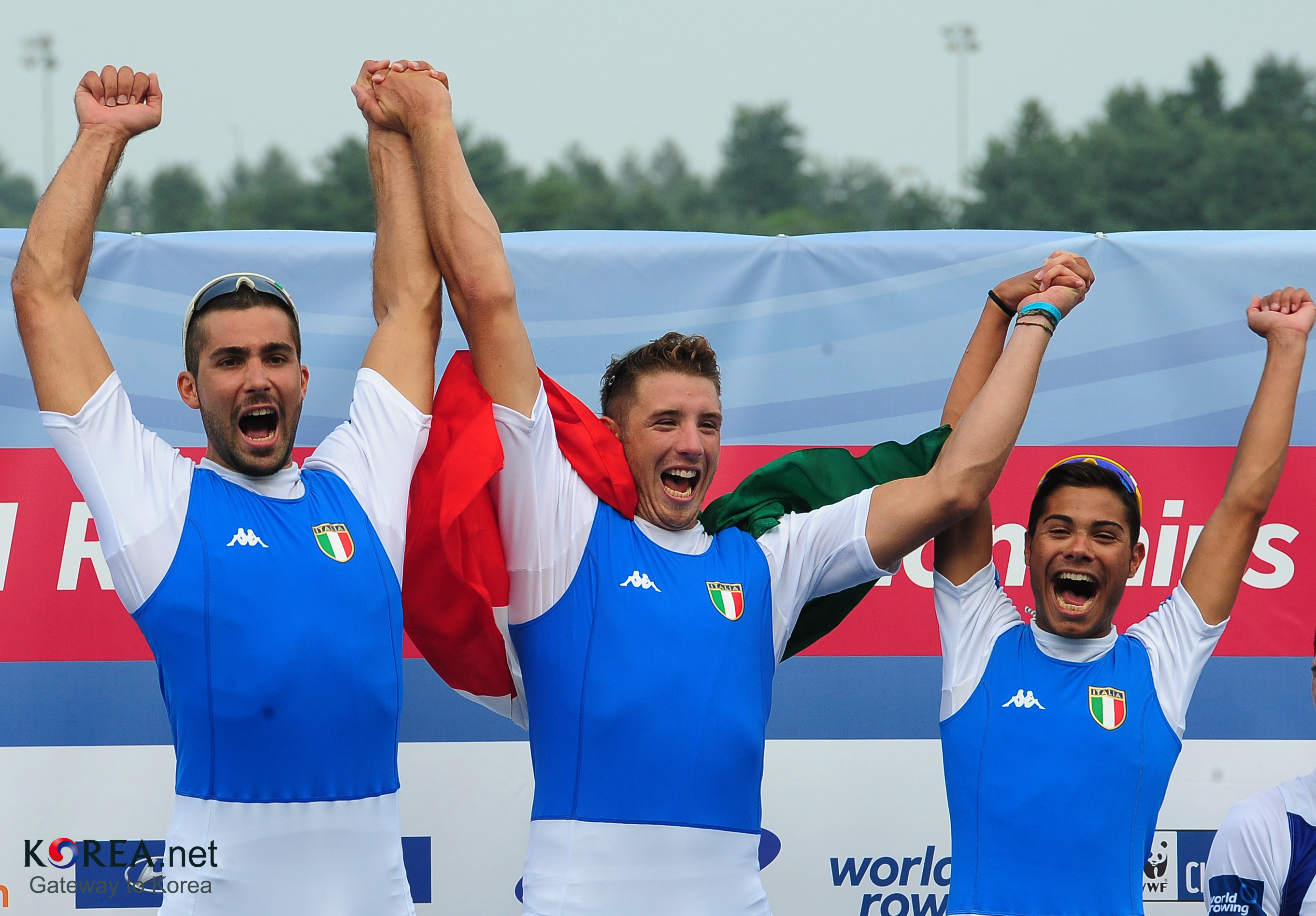
Die Weltmeister 2013 von links nach rechts: Luca Parlato, Vincenzo Abbagnale und Enrico D’Aniello

Vincenzo Abbagnale (* 13. März 1993 in Scafati) ist ein italienischer Ruderer. Er gewann 2013 den Weltmeistertitel im Zweier mit Steuermann.

## Karriere
Vincenzos Vater Giuseppe und seine Onkel Carmine und Agostino waren Weltklasse-Ruderer der 1980er und 1990er Jahre. Vincenzo begann 2004 mit dem Rudersport. Der 1,85 m große Ruderer tritt für den Verein Circolo Nautico Stabia an.
Mit dem italienischen Achter gewann er die Bronzemedaille bei den Junioren-Weltmeisterschaften 2009, bei den Junioren-Weltmeisterschaften 2010 gewann er ebenfalls die Bronzemedaille mit dem Achter. Bei den Junioren-Weltmeisterschaften 2011 erhielt er erneut Bronze, diesmal mit dem Vierer mit Steuermann. 2013 trat er erstmals in der Erwachsenenklasse bei internationalen Regatten an. Nach einem achten Platz bei den Ruder-Europameisterschaften 2013 mit dem italienischen Achter belegte er, erneut im Achter, den siebten Platz beim Weltcup auf dem Rotsee bei Luzern. Bei den U23-Weltmeisterschaften 2013 gewann er zusammen mit Luca Parlato, Mario Cuomo, Massimiliano Rocchi und Steuermann Andrea Kiraz den Titel im Vierer mit Steuermann. Für die Ruder-Weltmeisterschaften 2013 wechselten Parlato und Abbagnale mit Steuermann Enrico D’Aniello in den Zweier mit Steuermann; in dieser nicht mehr olympischen Bootsklasse gewannen sie den Weltmeistertitel vor den Booten aus Deutschland und Frankreich.
2016 wurde Abbagnale gesperrt, nachdem er dreimal nicht für Dopingtests verfügbar war. Die Sperre läuft bis zum 19. Oktober 2017 und wurde von Abbagnales Vater Giuseppe in seiner Funktion als Verbandspräsident des italienischen Ruderverbandes verhängt.
2017 startete er dann im Zweier mit Steuermann zusammen mit Jacopo Mancini und Steuermann Riccardo Zoppini bei den Weltmeisterschaften, wo sie den fünften Platz belegten. Im Jahr danach wechselte er in den italienischen Vierer ohne Steuermann und wurde mit Giovanni Abagnale, Marco Di Costanzo und Matteo Castaldo Vierter bei den Europameisterschaften 2018. Bei den Weltmeisterschaften in Plowdiw startete er damn mit Cesare Gabbia im Zweier ohne Steuermann, die beiden wurden 18. Im Jahr 2019 belegte er mit dem Achter bei den Europameisterschaften den sechsten Platz. 2021 erreichte Abbagnale mit dem Achter den fünften Platz Europameisterschaften. Er fuhr als Ersatzmann zu den Olympischen Spielen in Tokio. Dort hatten sich im Vorlauf Giovanni Abagnale und Marco Di Costanzo für das Halbfinale im Zweier ohne Steuermann qualifiziert. Nachdem Di Costanzo kurzfristig in den Vierer wechselte, traten Giovanni Abagnale und Vincenzo Abbagnale im Halbfinale des Zweier-Wettbewerbs an. Die nicht eingespielte Crew konnte sich nicht für das A-Finale qualifizieren und belegte letztlich den elften Platz.
2022 bei den Europameisterschaften in München belegte Abbagnale mit dem italienischen Achter den dritten Platz hinter den Briten und den Niederländern. Bei den Europameisterschaften 2023 wurde der italienische Achter Fünfter, 2024 in Szeged folgte der vierte Platz. Bei den Olympischen Spielen in Paris schied der italienische Achter im Hoffnungslauf aus und belegte damit den siebten Platz.